# Bryopsis
Genre
Bryopsis est un genre d'algues vertes de la famille des Bryopsidaceae. 

## Étymologie
Le mot "bryopsis", tiré du grec ancien, fait allusion à la ressemblance de cette algue avec une mousse.

## Description morphologique
Ces algues se présentent sous forme d'un ensemble de filaments courts, fins, ramifiés, présentant une ressemblance avec des tiges feuillées de mousses. Les filaments ne possèdent pas de paroi transversale entre deux cellules voisines (ce qui est visible à la loupe) : leur structure est dite siphonée. Chaque filament présente de courtes ramifications latérales, dont la disposition est utilisée pour déterminer les différentes espèces du genre.

## Liste d'espèces
Selon ITIS (30 avril 2013) :
- Bryopsis balbisiana
- Bryopsis corticulans Setch., 1899
- Bryopsis harveyana J.Agardh
- Bryopsis hypnoides J.V.Lamour.
- Bryopsis muscosa
- Bryopsis pennata J.V.Lamour., 1809
- Bryopsis pennatula J.Agardh
- Bryopsis plumosa (Hudson) C.Agardh
- Bryopsis ramulosa Mont.

Selon World Register of Marine Species (30 avril 2013) :
- Bryopsis africana Areschoug, 1851
- Bryopsis aishae Nizamuddin, 1995
- Bryopsis australis Sonder, 1845
- Bryopsis caespitosa Suhr ex Kützing, 1849
- Bryopsis canterburyensis V.J.Chapman, 1956
- Bryopsis cespitosa Suhr ex Kützing, 1849
- Bryopsis composita C.Agardh, 1823
- Bryopsis corticulans Setchell, 1899
- Bryopsis corymbosa J.Agardh, 1842
- Bryopsis cupressina J.V.Lamouroux, 1809
- Bryopsis dasyphylla Zanardini
- Bryopsis derbesioides V.J.Chapman, 1956
- Bryopsis dichotoma De Notaris, 1845
- Bryopsis duplex De Notaris, 1844
- Bryopsis eckloniae Stegenga, Bolton & R.J.Anderson, 1997
- Bryopsis feldmannii Gallardo & G.Furnari, 1993
- Bryopsis foliosa Sonder, 1845
- Bryopsis galapagensis W.R.Taylor, 1945
- Bryopsis gemellipara J.Agardh, 1887
- Bryopsis halliae W.R.Taylor, 1962
- Bryopsis hypnoides J.V.Lamouroux, 1809
- Bryopsis indica A.Gepp & E.S.Gepp, 1908
- Bryopsis lubrica A.B.Cribb
- Bryopsis lyngbyei Hornemann, 1818
- Bryopsis macraildii Womersley, 1984
- Bryopsis macrocarpa A.C.Brown & N.Jarman, 1978
- Bryopsis magellanica Hylmö, 1919
- Bryopsis maxima Okamura ex Segawa, 1956
- Bryopsis minor Womersley, 1955
- Bryopsis muscosa J.V.Lamouroux, 1809
- Bryopsis myosuroides Kützing, 1856
- Bryopsis nana M.J.Wynne, 2005
- Bryopsis palliolatis Kraft & A.J.K.Millar, 2000
- Bryopsis penicillum Meneghini, 1845
- Bryopsis pennata J.V.Lamouroux, 1809
- Bryopsis pennulata J.Agardh, 1847
- Bryopsis peruviana W.R.Taylor, 1947
- Bryopsis plumosa (Hudson) C.Agardh, 1823
- Bryopsis pottsii Setchell
- Bryopsis profunda Kraft & K.R.Dixon, 2007
- Bryopsis pseudocorymbosa V.J.Chapman, 1956
- Bryopsis pulvinata Oltmanns, 1922
- Bryopsis pusilla Levring, 1938
- Bryopsis ramulosa Montagne, 1842
- Bryopsis rhizophora M.A.Howe, 1914
- Bryopsis robusta M.J.Wynne, 2005
- Bryopsis rosea Gaudichaud ex C.Agardh, 1822
- Bryopsis ryukyuensis Yamada, 1934
- Bryopsis salvadoreana E.Y.Dawson, 1961
- Bryopsis secunda J.Agardh, 1841
- Bryopsis spinescens G.Zeller, 1876
- Bryopsis stenoptera Pilger, 1911
- Bryopsis triploramosa Kobara & Chihara, 1995
- Bryopsis vestita J.Agardh, 1877